# Edmund Uhl
Edmund Uhl (Praga, Txèquia, 1853 – 1929) fou un compositor i organista txec.
Alumne distingit del Conservatori de Leipzig, aconseguí anomenada com a professor i com acrític musical. Desenvolupà una càtedra en el Conservatori de Wiesbaden i fou redactor musical del Rheinische Courier. És autor d'una òpera, Judwiga, i va publicar diverses obres interessants de música de cambra (sonates, trios, etc.), tres Intermèdes Slaves per a orquestra, peces per a piano i lieder.